# Microtrichis
Genre
Microtrichis est un genre de coléoptères de la famille des Ptiliidae.

## Publication originale
- (en) Michael Darby, « Studies of Bolivian Ptiliidae (Coleoptera) 2: The subfamily Acrotrichinaeincluding two new genera Petrotrichis and Microtrichis, and eight new species of Acrotrichis », Zootaxa, Magnolia Press (d), vol. 3999, no 2,‎ 10 août 2015, p. 190–210 (ISSN 1175-5334 et 1175-5326, OCLC 49030618, PMID 26623571, DOI 10.11646/ZOOTAXA.3999.2.2, lire en ligne).